# Анапа
Ана́па (на адигейски: Быгъуркъал, на руски: Анапа) е пристанищен град на руското Черноморие. Административен център е на Анапски район, Краснодарски край на Русия. В страните от бившия СССР е известен климатичен и балнеоложки курорт главно за деца.

## География
Градът е разположен на черноморското крайбрежие на Кавказ, на високия североизточен бряг на Анапския залив, заобиколен от Главния кавказки хребет. Отстои на 150 км на запад от Краснодар и на 52 км северозападно от Новоросийск.
Климатът е от средиземноморски тип. Зимата е мека, с незадържаща се снежна покривка. Средната температура за януари е +1 °C, същевременно в най-студените дни се достига до температура от −24 °C (2006). Лятото е много топло, слънчево и продължително. Средната юлска температура е +23 °C. Тази горещина е смекчавана от морския бриз. Валежите са около 400 мм на година. Анапа се приема за най-слънчевото място по черноморското крайбрежие на Кавказ (средногодишният брой на мрачните дни е 48). Туристическият сезон за плажуващи започва около 15 май и продължава до около 15 октомври.
Анапа е морски и балнеоложки (главно за деца) курорт добре известен в страните от бившия СССР. Дължината на плажната ивица е повече от 40 км. Има морско пристанище, железопътна гара и летище. Градът се обслужва от летище „Витязево“ намиращо се северно от самия град.

## История
Районът около Анапа е заселен още в древността. Първоначално на мястото на днешния град се е намирало главното пристанище на древното племе – синди, по-късно това селище става столица на Синдската държава. С присъединяването на града към Боспорското царство (4 век пр.н.е. до 3 век сл. Хр.) той носи името Горгипия на името на неговия управител Горгип. През 14 век е генуезка колония под името Мапа. През 1479 г. е завладян от Османската империя. През 1781 – 1782 г. е построена крепост от османците. С идването на руснаците в края на 18 век заварват селище с адигейското име Анапа.
В хода на руско-турските войни селището е три пъти завладявано от руските войски (1791, 1808, 1828). Окончателно е присъединено към Русия по силата на Одринския мирен договор от 1829 г.
С указ на руския цар Николай I от 15 декември 1846 г. крепостта Анапа получава статут на град. Курорт е от 1866 като в края на 19 век отваря врати за гости първия санаториум. По време на Великата Отечествена война курортът е напълно разрушен и окончателно възстановен през 1950-те години на миналия век.

## Побратимени градове
- Ричоне, Италия.[2]